# BC Place Stadium
BC Place – wielofunkcyjny stadion położony na północnej stronie False Creek w Vancouver, w Kanadzie. Jest własnością BC Pavilion Corporation (PavCo), korporacji koronnej prowincji. Obecnie jest domem BC Lions (CFL), Vancouver Whitecaps FC (MLS) i corocznego turnieju rugby 7 Canada Sevens (część World Rugby Sevens Series), a także muzeum BC Sports Hall of Fame. Stadion służył również jako główny stadion Zimowych Igrzysk Olimpijskich i Paraolimpijskich w 2010 roku, a także miejscem wielu meczów, w tym meczu finałowym podczas Mistrzostw Świata w Piłce Nożnej Kobiet 2015.

## Wydarzenia
- Expo '86
- NHL Entry Draft 1990
- ceremonia otwarcia i zamknięcia Zimowych Igrzysk Olimpijskich 2010
- ceremonia otwarcia i zamknięcia Zimowych Igrzysk Paraolimpijskich 2010
- 30 października 2008 koncert Madonny Sticky & Sweet Tour